# Apodidae
Gli apodidi (Apodidae Hartert, 1897) sono una famiglia di uccelli appartenente all'ordine degli Apodiformi, conosciuti volgarmente sotto il nome di rondoni (in senso ampio) o salangane.

## Descrizione
"uccelli" più comunemente conosciuti per il piumaggio che mostra due code parallele, volatili comunementi osservabili mentre volano a velocità molto elevate, a bassa quota, spesso vicino agli esseri umani, abituati dalla grande migrazione che effettuano ogni anno verso l'africa.

## Tassonomia
La famiglia Apodidae è suddivisa in 2 sottofamiglie, comprendenti i seguenti generi:
- Sottofamiglia Cypseloidinae
  - Genere Cypseloides (8 specie)
  - Genere Streptoprocne (5 specie)
- Sottofamiglia Apodinae
  - Genere Hydrochous (1 specie)
  - Genere Collocalia (11 specie)
  - Genere Aerodramus (28 specie)
  - Genere Schoutedenapus (1 specie)
  - Genere Mearnsia (2 specie)
  - Genere Zoonavena (3 specie)
  - Genere Telacanthura (2 specie)
  - Genere Rhaphidura (2 specie)
  - Genere Neafrapus (2 specie)
  - Genere Hirundapus (4 specie)
  - Genere Chaetura (11 specie)
  - Genere Aeronautes (3 specie)
  - Genere Tachornis (3 specie)
  - Genere Panyptila (2 specie)
  - Genere Cypsiurus (3 specie)
  - Genere Tachymarptis (2 specie)
  - Genere Apus (20 specie)

### Specie presenti in Italia
Le specie più note della fauna italiana sono il rondone comune (Apus apus), o rondone propriamente detto, il rondone alpino (Tachymarptis melba) e il rondone pallido (Apus pallidus).